# Christelijke Vlaamse Volksunie
De Christelijke Vlaamse Volksunie was een Vlaams verkiezingskartel dat werd opgericht voor de parlementsverkiezingen van 1954.
Het bestond uit Vlaams-nationalisten rond het Vlaams Comité voor Federalisme, waartoe onder andere Walter Couvreur en Frans Van der Elst behoorden, het Boerenfront rond Louis Van Kerckhoven en een Antwerpse middenstandsvereniging onder leiding van Frans Lambrechts. Deze vereniging was ontstaan na een scheuring in het katholieke middenstandssyndicaat. De Vlaams-nationalisten van het Vlaams Comité voor Federalisme hadden eerst contact gezocht met de bestaande Vlaams-nationale partij, de Vlaamse Concentratie, maar deze waren op niets uitgelopen. De Vlaams-nationalisten vonden contact met de middenstanders en de boeren door de contacten die Frans Van der Elst had met Frans Lambrechts.  
Na de geslaagde onderhandelingen met de verschillende partners werden opnieuw contacten aangeknoopt met de Vlaamse Concentratie, waarop deze laatste inging.  Na onderhandelingen kreeg de Vlaamse Concentratie de eerste plaats aangeboden op de Antwerpse Kamerlijst. De discussies over de positie op de lijst leidden de splitsing van de Vlaamse Concentratie in: een groep rond Herman Wagemans sloot zich bij het kartel aan terwijl een groep rond Axel Donkerwolcke besloot de Vlaamse Concentratie als politieke partij te ontbinden en over te gaan in een Vlaamse volksbeweging. De resultaten van de verkiezingen waren tegenvallend: het kartel had maar één gekozen volksvertegenwoordiger, te weten Herman Wagemans. 